# Liste der Mitglieder des Sangiin (21. Wahlperiode)
Die Liste gibt einen Überblick über alle Mitglieder des Sangiin, des Oberhauses des japanischen Parlaments, in der 21. Wahlperiode (2007–2010). Diese umfasst die 167. bis 174. Sitzungsperiode des Parlaments.

## Fraktionen
Nach der Sangiin-Wahl 2007 setzte sich das Sangiin wie folgt zusammen:
| Fraktion                                              | Wahlergebnis (Parteien)                              | Beginn der Legislaturperiode | Stand 16. Juni 2010 (Ende der 174. Sitzungsperiode) | Zugänge (unvollständig) | Abgänge (unvollständig) | Saldo |
| ----------------------------------------------------- | ---------------------------------------------------- | ---------------------------- | --------------------------------------------------- | --- | --- | ----- |
| DPJ/Shinryokufūkai/Neue Volkspartei/Neue Partei Japan | 109 (DPJ) 4 (Neue Volkspartei) 1 (Neue Partei Japan) | 119                          | 122                                                 | Matsuura (Beitritt) Morita (Beitritt) Tomochika (Beitritt) Toyama (Beitritt) Tanaka N. (Beitritt) Hirayama M. (Nachrücker) Hirono (Nachrücker) Tsuchida (Nachwahl) Kaneko Y. (Nachwahl) Tamura (Beitritt) Yoshimura (Beitritt) | Eda (Präsident) Matsushita (Austritt) Asao (Rücktritt) Ōe (Austritt) Watanabe H. (Austritt) Tanaka (Rücktritt) Aoki A. (Rücktritt) | +3    |
| LDP/Kaikaku Club                                      | 83 (LDP) 1 (Sonst.)                                  | 85                           | 71                                                  | Matsushita (Beitritt) Arai (Beitritt) Ōe (Beitritt) Watanabe H. (Beitritt) | Santō (Vizepräsidentin) Kobayashi Y. (Rücktritt) Tanaka N.(Austritt) Arai (Austritt) Sakamoto (Rücktritt) Tamura (Austritt) Hasegawa T. (Austritt) Yoshimura (Austritt) Matsuda (Austritt) Wakabayashi (Rücktritt) Nakagawa Y. (Austritt) Fujii(Austritt) Masuzoe (Austritt) Watanabe H.(Austritt) Yamauchi Tos. (Austritt) Yano (Austritt) Koike M. (Austritt) Arai (Austritt) Ōe (Austritt) | −14   |
| (Neue) Kōmeitō                                        | 20                                                   | 20                           | 21                                                  | Matsu (Nachrücker) Kusakawa (Nachrücker) | Tōyama (Rücktritt) | +1    |
| KPJ                                                   | 7                                                    | 7                            | 7                                                   | | | 0     |
| Shintō Kaikaku                                        | –                                                    | –                            | 6                                                   | Masuzoe (Gründung) Watanabe H. (Gründung) Yamauchi Tos. (Gründung) Yano (Gründung) Koike M. (Gründung) Arai (Gründung) | | (+6)  |
| SDP/Allianz zum Schutz der Verfassung                 | 5 (SDP)                                              | 5                            | 5                                                   | | | 0     |
| Tachiagare Nippon                                     | –                                                    | –                            | 2                                                   | Nakagawa Y. (Gründung) Fujii(Gründung) | | (+2)  |
| Fraktionslos                                          | 13 (Unabhängige)                                     | 6                            | 7                                                   | Eda (Präsident) Santō (Vizepräsidentin) Matsushita Arai Tanaka N. Ōe Watanabe H. Tamura Hasegawa T. Yoshimura Matsuda Ōe | Matsuura Morita Tomochika Toyama Matsushita Arai Tanaka N. Ōe Watanabe H. Tamura Yoshimura | +1    |
| Gesamt                                                | 242                                                  | 242                          | 241                                                 | | | −1    |

## Präsidium
- Präsident
 Eda Satsuki (fraktionslos, vorher DPJ)
- Vizepräsident
 Santō Akiko (fraktionslos, vorher LDP)

- Generalsekretär
 Obata Mikio

## Ausschüsse und Vorsitzende

### Ständige Ausschüsse
- Kabinettsausschuss
  - Fujiwara Masashi, DPJ (Kawabata-Gruppe), 2007
  - Okada Hiroshi, LDP (Yamasaki-Faktion), 2007–2008
  - Aichi Jirō, LDP, 2008–2009
  - Kawai Tsunenori, LDP (Nukaga-Faktion), 2009–2010
- Ausschuss für Allgemeine Angelegenheiten (Innenausschuss)
  - Takashima Yoshimitsu, DPJ, 2007–2009
  - Naitō Masamitsu, DPJ (Kan-/Yokomichi-Gruppe), 2009
  - Satō Taisuke, DPJ, 2009–2010
- Justizausschuss
  - Tōyama Kiyohiko, Kōmeitō, 2007–2009
  - Matsu Akira, Kōmeitō, 2009–2010
- Auswärtiger und Verteidigungsausschuss
  - Kitazawa Toshimi, DPJ (Hata-Gruppe), 2007–2009
  - Shimba Kazuya, DPJ (Hatoyama-Gruppe), 2009
  - Tanaka Naoki, DPJ, 2009–2010
- Ausschuss für Finanzpolitik
  - Minezaki Naoki, DPJ (Yokomichi-Gruppe), 2007–2008
  - Madoka Yoriko, DPJ, 2008–2009
  - Ōishi Masamitsu, DPJ (Hata-Gruppe), 2009–2010
- Ausschuss für Bildung, Kultur und Wissenschaft
  - Sekiguchi Masakazu, LDP (Tsushima-Faktion), 2007–2008
  - Nakagawa Masaharu, LDP (Machimura-Faktion), 2008–2009
  - Mizuochi Toshiei, LDP (Koga-Faktion), 2009–2010
- Ausschuss für Gesundheit, Arbeit und Soziales
  - Iwamoto Tsukasa, DPJ (Kawabata-Gruppe), 2007–2009
  - Tsuji Yasuhiro, DPJ (Hatoyama-Gruppe), 2009
  - Yanagida Minoru, DPJ (Kawabata-Gruppe), 2009–2010
- Ausschuss für Landwirtschaft, Forsten und Fischerei
  - Gunji Akira, DPJ (Yokomichi-Gruppe), 2007–2009
  - Hirano Tatsuo, DPJ (Ozawa-Gruppe), 2009
  - Ogawa Toshio, DPJ (Kan-Gruppe), 2009–2010
- Ausschuss für Wirtschaft, Handel und Industrie
  - Watanabe Hideo, DPJ (Kawabata-Gruppe), 2007–2008
  - Yamane Ryūji, DPJ (Kawabata-Gruppe), 2008–2009
  - Sakurai Mitsuru, DPJ, 2009
  - Kimata Yoshitake, DPJ (Kawabata-Gruppe), 2009–2010
- Ausschuss für Land, Infrastruktur und Verkehr
  - Yoshida Hiromi, LDP (Tsushima-Faktion), 2007–2008
  - Tamura Kōtarō, LDP→fraktionslos, 2008–2009
  - Shiina Kazuyasu, LDP (Ibuki-Faktion), 2009–2010
- Umweltausschuss
  - Matsuyama Masaji, LDP (Koga-Faktion), 2007
  - Arimura Haruko, LDP (Kōmura-Faktion), 2007–2009
  - Yamatani Eriko, LDP (Machimura-Faktion), 2009–2010
- Ausschuss für grundlegende nationale Politik
  - Yamashita Yasuo, DPJ, 2007–2009
  - Ōishi Masamitsu, DPJ, 2009
  - Mizote Kensei, LDP (Koga-Faktion), 2009–2010
- Haushaltsausschuss
  - Kōnoike Yoshitada, LDP (Asō-Faktion), 2007–2008
  - Mizote Kensei, LDP (Koga-Faktion), 2008–2009
  - Yanase Susumu, DPJ (Hatoyama-Gruppe), 2009–2010
- Rechnungsausschuss
  - Ogawa Toshio, DPJ (Kan-Gruppe), 2007–2009
  - Ienishi Satoru, DPJ (Kan-Gruppe), 2009
  - Kamimoto Mieko, DPJ (Yokomichi-Gruppe), 2009–2010
- Ausschuss für Verwaltungsaufsicht und Kontrolle
  - Katō Shūichi, Kōmeitō, 2007–2008
  - Yamashita Eiichi, Kōmeitō, 2008–2009
  - Watanabe Takao, Kōmeitō, 2009–2010
- Geschäftsordnungsausschuss
  - Nishioka Takeo, DPJ (Ozawa-Gruppe), 2007–2010
- Disziplinarausschuss
  - Nakasone Hirofumi, LDP (Ibuki-Faktion), 2007–2008
  - Fujii Takao, LDP (Tsushima-Faktion), 2008–2010
  - Asano Katsuhito, LDP (Asō-Faktion), 2010

### Sonderausschüsse
Stand: 2007
- Sonderausschuss für Katastrophen, Ichikawa Yasuo, DPJ (Ozawa-Gruppe)
- Sonderausschuss für Okinawa und die Nördlichen Territorien, Ichikawa Ichirō, LDP (Koga-Faktion)
- Sonderausschuss für politische Ethik und Wahlrecht, Suzuki Kan, DPJ
- Sonderausschuss für die nordkoreanische Entführungsfrage und verwandte Angelegenheiten, Shimoda Atsuko, DPJ
- Sonderausschuss für Entwicklungshilfe und verwandte Angelegenheiten, Mizote Kensei, LDP (Koga-Faktion)

### Untersuchungs- und Beratungsausschüsse
Stand: 2007
- Ausschuss für internationale Angelegenheiten und globale Erwärmung, Ishii Hajime, DPJ (Hata-Gruppe)
- Ausschuss für Lebensqualität und Wirtschaft, Yano Tetsurō, LDP (Ibuki-Faktion)
- Ausschuss für Rückgang der Geburtenrate, Überalterung und eine harmonisch zusammenlebende Gesellschaft, Tanabu Masami, DPJ

- Beratungsausschuss für politische Ethik, Hirata Kenji, DPJ
- Beratungsausschuss für die Verfassung, vakant

## Kabinette
- Amtierende Kabinette unter Premierminister Abe Shinzō (LDP, Shūgiin) nach der Sangiin-Wahl 2007: Kabinett Abe I, Kabinett Abe I (Umbildung)
- 25. September 2007
 Das Sangiin stimmt gegen das Shūgiin mit 133 Stimmen für Ozawa Ichirō (DPJ); Premierminister Fukuda Yasuo (LDP) erhält 106 Stimmen. Kabinett Yasuo Fukuda, Kabinett Yasuo Fukuda (Umbildung).
- 24. September 2008
 Das Sangiin stimmt gegen das Shūgiin mit 125 Stimmen für Ozawa Ichirō (DPJ); Premierminister Asō Tarō (LDP) erhält 108 Stimmen. Kabinett Asō.
- 16. September 2009
 Das Sangiin stimmt ebenso wie das Shūgiin mit 124 Stimmen für Premierminister Hatoyama Yukio (DPJ); Wakabayashi Masatoshi (LDP) erhält 84 Stimmen, Yamaguchi Natsuo (Kōmeitō), 21, Shii Kazuo (KPJ) 7. Kabinett Hatoyama
- 4. Juni 2010
 Das Sangiin stimmt ebenso wie das Shūgiin mit 123 Stimmen für Premierminister Kan Naoto (DPJ); Tanigaki Sadakazu (LDP) erhält 71 Stimmen, Yamaguchi Natsuo (Kōmeitō) 21, Shii Kazuo (KPJ) 7, Fukushima Mizuho (SDP) 6, Masuzoe Yōichi (Shintō Kaikaku) 6, Hiranuma Takeo (Tachiagare Nippon) 2, Watanabe Yoshimi (Minna no Tō) 1. Kabinett Kan

## Abgeordnete
Wegen der 2007 begonnenen Umstellung der Anzahl der Abgeordneten einiger Wahlkreise, wiesen einige bis 2010 eine ungerade Zahl von Abgeordneten auf. (Verkleinerung um zwei Mandate: Präfekturen Tochigi, Gunma; Vergrößerung um zwei Mandate: Chiba, Tokio)
| Name                              | Fraktion              | Faktion                           | Wahlkreis bzw. Verhältniswahl | Ende der Amtszeit | Sonstiges                                                                                      |
| --------------------------------- | --------------------- | --------------------------------- | ----------------------------- | ----------------- | ---------------------------------------------------------------------------------------------- |
| Adachi Shin’ya                    | DPJ                   |                                   | Ōita                          | 2010              |                                                                                                |
| Aichi Jirō                        | LDP                   | -                                 | Miyagi                        | 2013              |                                                                                                |
| Aihara Kumiko                     | DPJ                   | Yokomichi                         | Verhältniswahl                | 2013              |                                                                                                |
| Akimoto Tsukasa                   | LDP                   | Ibuki                             | Verhältniswahl                | 2010              |                                                                                                |
| Aoki Ai                           | DPJ                   | Ozawa                             | Verhältniswahl                | 2013              | Rücktritt für Shūgiin-Wahl 2009                                                                |
| Aoki Mikio                        | LDP                   | Tsushima                          | Shimane                       | 2010              |                                                                                                |
| Arai Hiroyuki                     | Shintō Kaikaku        | -                                 | Verhältniswahl                | 2010              | Gewählt für die LDP, zwischenzeitlich fraktionslos, dann mit dem Kaikaku Club zur LDP-Fraktion |
| Araki Kiyohiro                    | Kōmeitō               | -                                 | Verhältniswahl                | 2010              |                                                                                                |
| Arimura Haruko                    | LDP                   | Kōmura                            | Verhältniswahl                | 2013              |                                                                                                |
| Asano Katsuhito                   | LDP                   | Asō                               | Aichi                         | 2010              |                                                                                                |
| Asao Keiichirō                    | DPJ                   | Kawabata                          | Kanagawa                      | 2010              | Rücktritt für die Shūgiin-Wahl 2009                                                            |
| Chiba Keiko                       | DPJ                   | Yokomichi                         | Kanagawa                      | 2010              |                                                                                                |
| Daimon Mikishi                    | KPJ                   | -                                 | Verhältniswahl                | 2010              |                                                                                                |
| Date Chūichi                      | LDP                   | Machimura                         | Hokkaidō                      | 2013              |                                                                                                |
| Eda Satsuki                       | fraktionslos          | -                                 | Okayama                       | 2010              | vor der Wahl zum Präsidenten DPJ (Kan-Gruppe)                                                  |
| Etō Seiichi                       | LDP                   | Ibuki                             | Verhältniswahl                | 2013              |                                                                                                |
| Fuchigami Sadao                   | SDP                   | -                                 | Verhältniswahl                | 2010              |                                                                                                |
| Fujii Takao                       | Tachiagare Nippon     | -                                 | Gifu                          | 2013              | Gewählt als Unabhängiger, zwischenzeitlich zur LDP (Tsushima-Faktion)                          |
| Fujimoto Yūji                     | DPJ                   | Noda                              | Shizuoka                      | 2010              |                                                                                                |
| Fujisue Kenzō                     | DPJ                   | Kan, Kondō-Hiraoka                | Verhältniswahl                | 2010              |                                                                                                |
| Fujita Yukihisa                   | DPJ                   | Hatoyama                          | Ibaraki                       | 2013              |                                                                                                |
| Fujitani Kōshin                   | DPJ                   | Hatoyama, Kan                     | Verhältniswahl                | 2013              |                                                                                                |
| Fujiwara Masashi                  | DPJ                   | Kawabata                          | Verhältniswahl                | 2013              |                                                                                                |
| Fujiwara Yoshinobu                | DPJ                   | Ozawa                             | Verhältniswahl                | 2013              |                                                                                                |
| Fukuyama Tetsurō                  | DPJ                   | Maehara-Edano                     | Kyōto                         | 2010              |                                                                                                |
| Fukushima Mizuho                  | SDP                   | -                                 | Verhältniswahl                | 2010              |                                                                                                |
| Funayama Yasue                    | DPJ                   | Hatoyama, Kan, Hata               | Yamagata                      | 2013              |                                                                                                |
| Furukawa Toshiharu                | LDP                   | Machimura                         | Saitama                       | 2013              |                                                                                                |
| Gunji Akira                       | DPJ                   | Yokomichi                         | Ibaraki                       | 2010              |                                                                                                |
| Haku Shinkun (Paek Jinhun)        | DPJ                   | Kan, Kondō-Hiraoka                | Verhältniswahl                | 2010              |                                                                                                |
| Hamada Masayoshi                  | Kōmeitō               | -                                 | Verhältniswahl                | 2010              |                                                                                                |
| Hamayotsu Toshiko                 | Kōmeitō               | -                                 | Verhältniswahl                | 2010              |                                                                                                |
| Hasegawa Kensei                   | DPJ/Neue Volkspartei  | -                                 | Verhältniswahl                | 2010              | Gewählt für die LDP                                                                            |
| Hasegawa Tamon                    | fraktionslos          |                                   | Ibaraki                       | 2013              | Gewählt für die LDP (Asō-Faktion)                                                              |
| Hashimoto Seiko                   | LDP                   | Machimura                         | Verhältniswahl                | 2013              |                                                                                                |
| Hata Yūichirō                     | DPJ                   | Hata, Hatoyama                    | Nagano                        | 2013              |                                                                                                |
| Hayashi Kumiko                    | DPJ                   |                                   | Shiga                         | 2010              |                                                                                                |
| Hayashi Yoshimasa                 | LDP                   | Koga                              | Yamaguchi                     | 2013              |                                                                                                |
| Himei Yumiko                      | DPJ                   | Kan                               | Okayama                       | 2013              |                                                                                                |
| Hirano Tatsuo                     | DPJ                   | Ozawa                             | Iwate                         | 2013              |                                                                                                |
| Hirata Kenji                      | DPJ                   | Hatoyama, Kawabata                | Gifu                          | 2013              |                                                                                                |
| Hirayama Kōji                     | DPJ                   | Ozawa                             | Aomori                        | 2013              |                                                                                                |
| Hirayama Makoto                   | DPJ/Neue Partei Japan | -                                 | Verhältniswahl                | 2013              | Nachrücker für Tanaka Yasuo                                                                    |
| Hironaka Wakako                   | DPJ                   | Hata, Hatoyama                    | Chiba                         | 2010              |                                                                                                |
| Hirono Tadashi                    | DPJ                   | Ozawa                             | Verhältniswahl                | 2013              | Nachrücker für Aoki Ai 2009                                                                    |
| Hirota Hajime                     | DPJ                   | Noda                              | Kōchi                         | 2010              | Gewählt als Unabhängiger, zwischenzeitlich zum Shinryokufūkai                                  |
| Hirotomi Kazuo                    | Kōmeitō               | -                                 | Verhältniswahl                | 2010              |                                                                                                |
| Ichida Tadayoshi                  | KPJ                   | -                                 | Verhältniswahl                | 2010              |                                                                                                |
| Ichikawa Ichirō                   | LDP                   | Koga                              | Miyagi                        | 2010              |                                                                                                |
| Ichikawa Yasuo                    | DPJ                   | Hatoyama, Ozawa                   | Ishikawa                      | 2013              |                                                                                                |
| Ienishi Satoru                    | DPJ                   | Kan                               | Verhältniswahl                | 2010              |                                                                                                |
| Ikeguchi Shūji                    | DPJ                   | Kawabata                          | Verhältniswahl                | 2013              |                                                                                                |
| Inoue Satoshi                     | KPJ                   | -                                 | Verhältniswahl                | 2013              |                                                                                                |
| Inuzuka Tadashi                   | DPJ                   | Kondō-Hiraoka                     | Nagasaki                      | 2010              |                                                                                                |
| Ishii Hajime                      | DPJ                   | Hata                              | Verhältniswahl                | 2013              |                                                                                                |
| Ishii Jun’ichi                    | LDP                   | Tsushima                          | Chiba                         | 2013              |                                                                                                |
| Ishii Midori                      | LDP                   | Tsushima                          | Verhältniswahl                | 2013              |                                                                                                |
| Isozaki Yōsuke                    | LDP                   | Machimura                         | Ōita                          | 2013              |                                                                                                |
| Itokazu Keiko                     | fraktionslos          | -                                 | Okinawa                       | 2013              |                                                                                                |
| Iwaki Mitsuhide                   | LDP                   | Machimura                         | Fukushima                     | 2010              |                                                                                                |
| Iwamoto Tsukasa                   | DPJ                   | Hatoyama, Kawabata                | Fukuoka                       | 2013              |                                                                                                |
| Iwanaga Hiromi                    | LDP                   | Tsushima                          | Saga                          | 2010              |                                                                                                |
| Izumi Shin’ya                     | LDP                   | Nikai                             | Verhältniswahl                | 2010              |                                                                                                |
| Jimi Shōzaburō                    | DPJ/Neue Volkspartei  | -                                 | Verhältniswahl                | 2013              |                                                                                                |
| Kagaya Ken                        | DPJ                   | Kawabata                          | Chiba                         | 2013              |                                                                                                |
| Kajiya Yoshito                    | LDP                   | Tanigaki                          | Kagoshima                     | 2013              |                                                                                                |
| Kamei Akio                        | DPJ/Neue Volkspartei  | -                                 | Shimane                       | 2013              |                                                                                                |
| Kamei Ikuo                        | DPJ/Neue Volkspartei  | -                                 | Hiroshima                     | 2010              |                                                                                                |
| Kami Tomoko                       | KPJ                   | -                                 | Verhältniswahl                | 2013              |                                                                                                |
| Kamimoto Mieko                    | DPJ                   | Yokomichi                         | Verhältniswahl                | 2013              |                                                                                                |
| Kandori Shinobu                   | LDP                   | Machimura                         | Verhältniswahl                | 2010              |                                                                                                |
| Kaneko Emi                        | DPJ                   | Hata                              | Fukushima                     | 2013              |                                                                                                |
| Kaneko Yōichi                     | DPJ                   |                                   | Kanagawa                      | 2010              | Nachwahl am 25. Oktober 2009                                                                   |
| Kanō Tokio                        | LDP                   | Tanigaki                          | Verhältniswahl                | 2010              |                                                                                                |
| Katō Shūichi                      | Kōmeitō               | -                                 | Verhältniswahl                | 2013              |                                                                                                |
| Katō Toshiyuki                    | DPJ                   | Yokomichi                         | Verhältniswahl                | 2010              |                                                                                                |
| Kawada Ryūhei                     | fraktionslos          | -                                 | Tokio                         | 2013              |                                                                                                |
| Kawaguchi Yoriko                  | LDP                   | -                                 | Verhältniswahl                | 2013              |                                                                                                |
| Kawai Takanori                    | DPJ                   | Yokomichi, Kawabata               | Verhältniswahl                | 2013              |                                                                                                |
| Kawai Tsunenori                   | LDP                   | Tsushima                          | Toyama                        | 2010              |                                                                                                |
| Kawakami Yoshihiro                | DPJ                   | Ozawa                             | Tottori                       | 2013              |                                                                                                |
| Kawasaki Minoru                   | DPJ                   | Hata                              | Saga                          | 2013              |                                                                                                |
| Kazama Hisashi                    | Kōmeitō               | -                                 | Verhältniswahl                | 2010              |                                                                                                |
| Kazama Naoki                      | DPJ                   |                                   | Verhältniswahl                | 2013              |                                                                                                |
| Kimata Yoshitake                  | DPJ                   | Hatoyama, Kawabata                | Aichi                         | 2010              |                                                                                                |
| Kimura Hitoshi                    | LDP                   | Tsushima                          | Kumamoto                      | 2010              |                                                                                                |
| Kina Shōkichi                     | DPJ                   | Hatoyama, Ozawa                   | Verhältniswahl                | 2010              |                                                                                                |
| Kishi Kōichi                      | LDP                   | Tanigaki                          | Yamagata                      | 2010              |                                                                                                |
| Kishi Nobuo                       | LDP                   | Machimura                         | Yamaguchi                     | 2010              |                                                                                                |
| Kitagawa Issei                    | LDP                   | Machimura                         | Osaka                         | 2010              |                                                                                                |
| Kitazawa Toshimi                  | DPJ                   | Hata                              | Nagano                        | 2010              |                                                                                                |
| Koba Kentarō                      | Kōmeitō               | -                                 | Verhältniswahl                | 2013              |                                                                                                |
| Kobayashi Masao                   | DPJ                   | Hatoyama, Kawabata                | Verhältniswahl                | 2010              |                                                                                                |
| Kobayashi Yutaka                  | LDP                   | Machimura                         | Kanagawa                      | 2013              | Rücktritt am 4. September 2007                                                                 |
| Kōda Kuniko                       | DPJ                   |                                   | Saitama                       | 2013              |                                                                                                |
| Koike Akira                       | KPJ                   | -                                 | Verhältniswahl                | 2010              |                                                                                                |
| Koike Masakatsu                   | Shintō Kaikaku        | -                                 | Tokushima                     | 2010              | Gewählt für die LDP (Tsushima-Faktion), Austritt im April 2010                                 |
| Koizumi Akio                      | LDP                   | Yamasaki                          | Kanagawa                      | 2010              |                                                                                                |
| Kondō Masamichi                   | SDP                   | -                                 | Niigata                       | 2010              |                                                                                                |
| Konno Azuma                       | DPJ                   | Kan, Kondō-Hiraoka                | Verhältniswahl                | 2013              |                                                                                                |
| Kōnoike Yoshitada                 | LDP                   | Asō                               | Hyōgo                         | 2013              |                                                                                                |
| Koshiishi Azuma                   | DPJ                   | Yokomichi                         | Yamanashi                     | 2010              |                                                                                                |
| Kudō Kentarō                      | DPJ                   | Ozawa                             | Verhältniswahl                | 2010              |                                                                                                |
| Kusakawa Shōzō                    | Kōmeitō               | -                                 | Verhältniswahl                | 2013              | Nachrücker 2008 für Tōyama Kiyohiko                                                            |
| Madoka Yoriko                     | DPJ                   | Kan                               | Verhältniswahl                | 2010              |                                                                                                |
| Maeda Takeshi                     | DPJ                   | Hata                              | Verhältniswahl                | 2010              |                                                                                                |
| Maekawa Kiyoshige                 | DPJ                   | Hatoyama, Kan                     | Nara                          | 2010              |                                                                                                |
| Makino Takao                      | LDP                   | Tsushima                          | Shizuoka                      | 2013              |                                                                                                |
| Makiyama Hiroe                    | DPJ                   | Maehara-Edano                     | Kanagawa                      | 2013              |                                                                                                |
| Marukawa Tamayo                   | LDP                   |                                   | Tokio                         | 2013              |                                                                                                |
| Maruyama Kazuya                   | LDP                   |                                   | Verhältniswahl                | 2013              |                                                                                                |
| Mashiko Teruhiko                  | DPJ                   | Hata                              | Fukushima                     | 2010              |                                                                                                |
| Masuzoe Yōichi                    | Shintō Kaikaku        | -                                 | Verhältniswahl                | 2013              | Gewählt für die LDP (ohne Faktion); Austritt im April 2010                                     |
| Mataichi Seiji                    | SDP                   | -                                 | Verhältniswahl                | 2013              |                                                                                                |
| Matsu Akira                       | Kōmeitō               | -                                 | Kanagawa                      | 2013              | Wahlkreis-Nachrücker für Kobayashi Yutaka                                                      |
| Matsuda Iwao                      | fraktionslos          | -                                 | Gifu                          | 2010              | Gewählt für die LDP (Tsushima), Austritt im März 2010                                          |
| Matsui Kōji                       | DPJ                   | Maehara-Edano                     | Kyōto                         | 2013              |                                                                                                |
| Matsumura Ryūji                   | LDP                   | Machimura                         | Fukui                         | 2013              |                                                                                                |
| Matsumura Yoshifumi               | LDP                   | Tsushima                          | Verhältniswahl                | 2010              |                                                                                                |
| Matsuno Nobuo                     | DPJ                   | Kan, Kondō-Hiraoka                | Kumamoto                      | 2013              |                                                                                                |
| Matsuoka Tōru                     | DPJ                   | Yokomichi                         | Verhältniswahl                | 2010              |                                                                                                |
| Matsushita Shimpei                | LDP                   |                                   | Miyazaki                      | 2010              | Gewählt als Unabhängiger, zwischenzeitlich zur DPJ-Fraktion, später zum Kaikaku Club           |
| Matsuura Daigo                    | DPJ                   | Kan                               | Akita                         | 2013              | Gewählt als Unabhängiger (Unterstützung von DPJ und SDP)                                       |
| Matsuyama Masaji                  | LDP                   | Koga                              | Fukuoka                       | 2013              |                                                                                                |
| Minezaki Naoki                    | DPJ                   | Yokomichi                         | Hokkaidō                      | 2010              |                                                                                                |
| Mito Masashi                      | DPJ                   |                                   | Kanagawa                      | 2013              |                                                                                                |
| Mizote Kensei                     | LDP                   | Koga                              | Hiroshima                     | 2013              |                                                                                                |
| Mizuochi Toshiei                  | LDP                   | Koga                              | Verhältniswahl                | 2010              |                                                                                                |
| Mizuoka Shun’ichi                 | DPJ                   | Yokomichi                         | Hyōgo                         | 2010              |                                                                                                |
| Mori Masako                       | LDP                   | Machimura                         | Fukushima                     | 2013              |                                                                                                |
| Mori Yūko                         | DPJ                   | Ozawa                             | Niigata                       | 2013              |                                                                                                |
| Morita Takashi                    | DPJ/Neue Volkspartei  | -                                 | Toyama                        | 2013              | Gewählt als Unabhängiger                                                                       |
| Muroi Kunihiko                    | DPJ                   | Ozawa                             | Verhältniswahl                | 2013              |                                                                                                |
| Nagahama Hiroyuki                 | DPJ                   | Noda                              | Chiba                         | 2013              |                                                                                                |
| Naitō Masamitsu                   | DPJ                   | Kan, Yokomichi                    | Verhältniswahl                | 2010              |                                                                                                |
| Nakagawa Masaharu                 | LDP                   | Machimura                         | Tokio                         | 2010              |                                                                                                |
| Nakagawa Yoshio                   | Tachiagare Nippon     | -                                 | Hokkaidō                      | 2010              | Gewählt für die LDP (Ibuki-Faktion)                                                            |
| Nakamura Hirohiko                 | LDP                   | Machimura                         | Verhältniswahl                | 2010              |                                                                                                |
| Nakamura Tetsuji                  | DPJ                   | Maehara-Edano, Kondō-Hiraoka      | Nara                          | 2013              |                                                                                                |
| Nakasone Hirofumi                 | LDP                   | Ibuki                             | Gunma                         | 2010              |                                                                                                |
| Nakatani Tomoji                   | DPJ                   | Maehara-Edano                     | Tokushima                     | 2013              |                                                                                                |
| Nakayama Kyōko                    | LDP                   | Machimura                         | Verhältniswahl                | 2013              |                                                                                                |
| Naoshima Masayuki                 | DPJ                   | Hatoyama, Kawabata                | Verhältniswahl                | 2010              |                                                                                                |
| Nataniya Masayoshi                | DPJ                   | Yokomichi                         | Verhältniswahl                | 2010              |                                                                                                |
| Nihi Sōhei                        | KPJ                   | -                                 | Verhältniswahl                | 2010              |                                                                                                |
| Ninoyu Satoshi                    | LDP                   | Tsushima                          | Kyōto                         | 2010              |                                                                                                |
| Nishida Makoto                    | Kōmeitō               | -                                 | Saitama                       | 2010              |                                                                                                |
| Nishida Shōji                     | LDP                   | Machimura                         | Kyōto                         | 2013              |                                                                                                |
| Nishijima Hidetoshi               | LDP                   | Koga                              | Verhältniswahl                | 2010              |                                                                                                |
| Nishioka Takeo                    | DPJ                   | Ozawa                             | Verhältniswahl                | 2013              |                                                                                                |
| Nomura Tetsurō                    | LDP                   | Tsushima                          | Kagoshima                     | 2010              |                                                                                                |
| Nōno Chieko                       | LDP                   | Machimura                         | Verhältniswahl                | 2010              |                                                                                                |
| Odachi Motoyuki                   | DPJ                   | Hatoyama                          | Osaka                         | 2010              |                                                                                                |
| Ōe Yasuhiro                       | fraktionslos          | -                                 | Verhältniswahl                | 2013              | Gewählt für die DPJ (Kawabata-Gruppe), zwischenzeitlich mit dem Kaikaku Club zur LDP-Fraktion  |
| Ogawa Katsuya                     | DPJ                   | Hatoyama                          | Hokkaidō                      | 2013              |                                                                                                |
| Ogawa Toshio                      | DPJ                   | Kan                               | Tokio                         | 2010              |                                                                                                |
| Ogiwara Kenji                     | LDP                   | -                                 | Verhältniswahl                | 2010              |                                                                                                |
| Ōishi Hisako                      | DPJ                   | Kawabata                          | Verhältniswahl                | 2013              |                                                                                                |
| Ōishi Masamitsu                   | DPJ                   | Hata                              | Verhältniswahl                | 2010              |                                                                                                |
| Okada Hiroshi                     | LDP                   | Yamasaki                          | Ibaraki                       | 2010              |                                                                                                |
| Okada Naoki                       | LDP                   | Machimura                         | Ishikawa                      | 2010              |                                                                                                |
| Ōkawara Masako                    | DPJ                   | Kan                               | Tokio                         | 2013              |                                                                                                |
| Okazaki Tomiko                    | DPJ                   | Kan, Yokomichi                    | Miyagi                        | 2013              |                                                                                                |
| Ōkubo Tsutomu                     | DPJ                   | Hatoyama, Kawabata, Maehara-Edano | Fukuoka                       | 2010              |                                                                                                |
| Ōkubo Yukishige                   | DPJ                   | Ozawa                             | Nagasaki                      | 2013              |                                                                                                |
| Ōshima Kusuo                      | DPJ                   | Kan                               | Verhältniswahl                | 2013              |                                                                                                |
| Otsuji Hidehisa                   | LDP                   | Tsushima                          | Verhältniswahl                | 2013              |                                                                                                |
| Ōtsuka Kōhei                      | DPJ                   |                                   | Aichi                         | 2013              |                                                                                                |
| Renhō (Lien Fang)                 | DPJ                   | Hatoyama, Noda                    | Tokio                         | 2010              |                                                                                                |
| Sakamoto Yukiko                   | LDP                   | Koga                              | Shizuoka                      | 2010              | Rücktritt im Juni 2009 für Gouverneurswahl in Shizuoka                                         |
| Sakurai Mitsuru                   | DPJ                   | Kan                               | Miyagi                        | 2010              |                                                                                                |
| Santō Akiko                       | LDP                   | Kōmura                            | Verhältniswahl                | 2013              |                                                                                                |
| Satō Akio                         | LDP                   | Tsushima                          | Verhältniswahl                | 2010              |                                                                                                |
| Satō Kōji                         | DPJ                   | Ozawa                             | Hiroshima                     | 2013              |                                                                                                |
| Satō Masahisa                     | LDP                   | -                                 | Verhältniswahl                | 2013              |                                                                                                |
| Satō Nobuaki                      | LDP                   | Tsushima                          | Verhältniswahl                | 2013              |                                                                                                |
| Satō Taisuke                      | DPJ                   | Yokomichi                         | Aichi                         | 2010              |                                                                                                |
| Sawa Yūji                         | Kōmeitō               | -                                 | Tokio                         | 2010              |                                                                                                |
| Sekiguchi Masakazu                | LDP                   | Tsushima                          | Saitama                       | 2010              |                                                                                                |
| Sekō Hiroshige                    | LDP                   | Machimura                         | Wakayama                      | 2013              |                                                                                                |
| Shiba Hirokazu                    | DPJ                   | Hatoyama                          | Mie                           | 2010              |                                                                                                |
| Shiina Kazuyasu                   | LDP                   | Ibuki                             | Chiba                         | 2010              |                                                                                                |
| Shimada Chiyako                   | DPJ                   | Hatoyama, Kawabata                | Saitama                       | 2010              |                                                                                                |
| Shimajiri Aiko                    | LDP                   | Tsushima                          | Okinawa                       | 2010              | Gewählt im April 2007 für "I love Okinawa! Kagayaku Kenmin no Kai!"                            |
| Shimba Kazuya                     | DPJ                   | Hatoyama, Kawabata, Noda          | Shizuoka                      | 2013              |                                                                                                |
| Shimoda Atsuko                    | DPJ                   | Hatoyama                          | Verhältniswahl                | 2010              |                                                                                                |
| Shirahama Kazuyoshi               | Kōmeitō               | -                                 | Osaka                         | 2013              |                                                                                                |
| Shuhama Ryō                       | DPJ                   | Ozawa                             | Iwate                         | 2010              |                                                                                                |
| Suematsu Shinsuke                 | LDP                   | Machimura                         | Hyōgo                         | 2010              |                                                                                                |
| Suzuki Kan                        | DPJ                   | Hatoyama, Maehara-Edano           | Tokio                         | 2013              |                                                                                                |
| Suzuki Seiji                      | LDP                   | Machimura                         | Aichi                         | 2013              |                                                                                                |
| Suzuki Yōetsu                     | DPJ                   | -                                 | Akita                         | 2010              | Gewählt als Unabhängiger (Unterstützung von DPJ und SDP), zwischenzeitlich zum Shinryokufūkai  |
| Takahashi Chiaki                  | DPJ                   | Hatoyama                          | Mie                           | 2013              |                                                                                                |
| Takashima Yoshimitsu              | DPJ                   | Ozawa                             | Verhältniswahl                | 2010              |                                                                                                |
| Takeuchi Norio                    | DPJ                   | Yokomichi                         | Kōchi                         | 2013              |                                                                                                |
| Tamura Kōtarō                     | DPJ                   |                                   | Tottori                       | 2010              | Gewählt für die LDP (Nukaga-Faktion), von Dezember 2009 bis Februar 2010 fraktionslos          |
| Tanabu Masami                     | DPJ                   | Hata                              | Aomori                        | 2010              |                                                                                                |
| Tanaka Naoki                      | DPJ                   |                                   | Niigata                       | 2010              | Gewählt für die LDP (Koga-Faktion), Austritt 2008, Beitritt zur DPJ 2009                       |
| Tanaka Yasuo                      | DPJ/Neue Partei Japan | -                                 | Verhältniswahl                | 2013              | Rücktritt im August 2009 für die Shūgiin-Wahl                                                  |
| Tani Hiroyuki                     | DPJ                   | Yokomichi                         | Tochigi                       | 2013              |                                                                                                |
| Taniai Masaaki                    | Kōmeitō               | -                                 | Verhältniswahl                | 2010              |                                                                                                |
| Tanigawa Shūzen                   | LDP                   | Machimura                         | Osaka                         | 2013              |                                                                                                |
| Tanioka Kuniko                    | DPJ                   | Ozawa                             | Aichi                         | 2013              |                                                                                                |
| Todoroki Toshiharu                | DPJ                   |                                   | Verhältniswahl                | 2013              |                                                                                                |
| Tokunaga Hisashi                  | DPJ                   | Maehara-Edano                     | Shiga                         | 2013              |                                                                                                |
| Tomioka Yukio                     | DPJ                   | Yokomichi                         | Gunma                         | 2010              |                                                                                                |
| Tomochika Toshirō                 | DPJ                   |                                   | Ehime                         | 2013              | Gewählt als Unabhängiger, zwischenzeitlich zum Shinryokufūkai                                  |
| Toyama Itsuki                     | DPJ                   | -                                 | Miyazaki                      | 2013              | Gewählt als Unabhängiger, zwischenzeitlich zum Shinryokufūkai                                  |
| Tōyama Kiyohiko                   | Kōmeitō               | -                                 | Verhältniswahl                | 2013              | Rücktritt im September 2008 für die nächste Shūgiin-Wahl                                       |
| Tsuchida Hirokazu                 | DPJ                   |                                   | Shizuoka                      | 2010              | Nachwahl am 25. Oktober 2009                                                                   |
| Tsuda Yatarō                      | DPJ                   | Yokomichi                         | Verhältniswahl                | 2010              |                                                                                                |
| Tsukada Ichirō                    | LDP                   | Asō                               | Niigata                       | 2013              |                                                                                                |
| Tsuji Yasuhiro                    | DPJ                   | Hatoyama                          | Hyōgo                         | 2013              |                                                                                                |
| Tsuruho Yōsuke                    | LDP                   | Nikai                             | Wakayama                      | 2010              |                                                                                                |
| Tsurunen Marutei (Martti Turunen) | DPJ                   | Kan                               | Verhältniswahl                | 2013              |                                                                                                |
| Uematsu Emiko                     | DPJ                   |                                   | Kagawa                        | 2013              |                                                                                                |
| Ukishima Tomiko                   | Kōmeitō               | -                                 | Verhältniswahl                | 2010              |                                                                                                |
| Umemura Satoshi                   | DPJ                   | Hata, Noda                        | Osaka                         | 2013              |                                                                                                |
| Uozumi Yūichirō                   | Kōmeitō               | -                                 | Verhältniswahl                | 2013              |                                                                                                |
| Wakabayashi Masatoshi             | LDP                   | Machimura                         | Nagano                        | 2010              | Rücktritt im April 2010                                                                        |
| Waki Masashi                      | LDP                   | Tsushima                          | Verhältniswahl                | 2010              |                                                                                                |
| Wanibuchi Yōko                    | Kōmeitō               | -                                 | Verhältniswahl                | 2010              |                                                                                                |
| Watanabe Hideo                    | Shintō Kaikaku        | -                                 | Verhältniswahl                | 2010              | Gewählt für die DPJ (Kawabata-Gruppe), zwischenzeitlich mit dem Kaikaku Club zur LDP-Fraktion  |
| Watanabe Takao                    | Kōmeitō               | -                                 | Verhältniswahl                | 2013              |                                                                                                |
| Yamada Toshio                     | LDP                   |                                   | Verhältniswahl                | 2013              |                                                                                                |
| Yamaguchi Natsuo                  | Kōmeitō               | -                                 | Tokio                         | 2013              |                                                                                                |
| Yamamoto Hiroshi                  | Kōmeitō               | -                                 | Verhältniswahl                | 2013              |                                                                                                |
| Yamamoto Ichita                   | LDP                   | Machimura                         | Gunma                         | 2013              |                                                                                                |
| Yamamoto Kanae                    | Kōmeitō               | -                                 | Verhältniswahl                | 2013              |                                                                                                |
| Yamamoto Junzō                    | LDP                   | Machimura                         | Ehime                         | 2010              |                                                                                                |
| Yamane Ryūji                      | DPJ                   | Hatoyama, Kawabata                | Saitama                       | 2013              |                                                                                                |
| Yamashita Eiichi                  | Kōmeitō               | -                                 | Osaka                         | 2010              |                                                                                                |
| Yamashita Yasuo                   | DPJ                   | Yokomichi                         | Gifu                          | 2010              |                                                                                                |
| Yamashita Yoshiki                 | KPJ                   | -                                 | Verhältniswahl                | 2013              |                                                                                                |
| Yamatani Eriko                    | LDP                   | Machimura                         | Verhältniswahl                | 2010              |                                                                                                |
| Yamauchi Tokushin                 | SDP                   | -                                 | Verhältniswahl                | 2013              |                                                                                                |
| Yamauchi Toshio                   | Shintō Kaikaku        | -                                 | Kagawa                        | 2010              | Gewählt für die LDP (Yamasaki-Faktion), danach mit dem Kaikaku Club weiter zur LDP-Fraktion    |
| Yamazaki Masaaki                  | LDP                   | Machimura                         | Fukui                         | 2010              |                                                                                                |
| Yanagida Minoru                   | DPJ                   | Hatoyama, Kawabata                | Hiroshima                     | 2010              |                                                                                                |
| Yanagisawa Mitsuyoshi             | DPJ                   | Hatoyama, Kawabata                | Verhältniswahl                | 2010              |                                                                                                |
| Yanase Susumu                     | DPJ                   | Hatoyama, Kondō-Hiraoka           | Tochigi                       | 2010              |                                                                                                |
| Yano Tetsurō                      | Shintō Kaikaku        | -                                 | Tochigi                       | 2010              | Gewählt für die LDP (Ibuki-Faktion), Austritt im April 2010                                    |
| Yokomine Yoshirō                  | DPJ                   |                                   | Verhältniswahl                | 2013              |                                                                                                |
| Yonenaga Harunobu                 | DPJ                   | Ozawa                             | Yamanashi                     | 2013              |                                                                                                |
| Yoshida Hiromi                    | LDP                   | Tsushima                          | Nagano                        | 2013              |                                                                                                |
| Yoshiie Hiroyuki                  | LDP                   | Machimura                         | Verhältniswahl                | 2013              |                                                                                                |
| Yoshikawa Saori                   | DPJ                   | Kan, Yokomichi                    | Verhältniswahl                | 2013              |                                                                                                |
| Yoshimura Gōtarō                  | DPJ/Neue Volkspartei  | -                                 | Fukuoka                       | 2010              | Gewählt für die LDP (Nukaga-Faktion), zwischenzeitlich fraktionslos                            |